# Біла Горка (Ульяновська область)
Біла Горка (рос. Белая Горка) — присілок в Інзенському районі Ульяновської області Російської Федерації.
Населення становить 77 осіб. Входить до складу муніципального утворення Сюксюмське сільське поселення.

## Історія
Від 2004 року входить до складу муніципального утворення Сюксюмське сільське поселення.

## Населення
| 2010 |
| ---- |
| 77   |